# لخبة جميلة
اللخبة الجميلة (الاسم العلمي:Livistona speciosa) هي نوع من النباتات تتبع جنس اللخب من الفصيلة الفوفلية.